# All You Need Is Cash

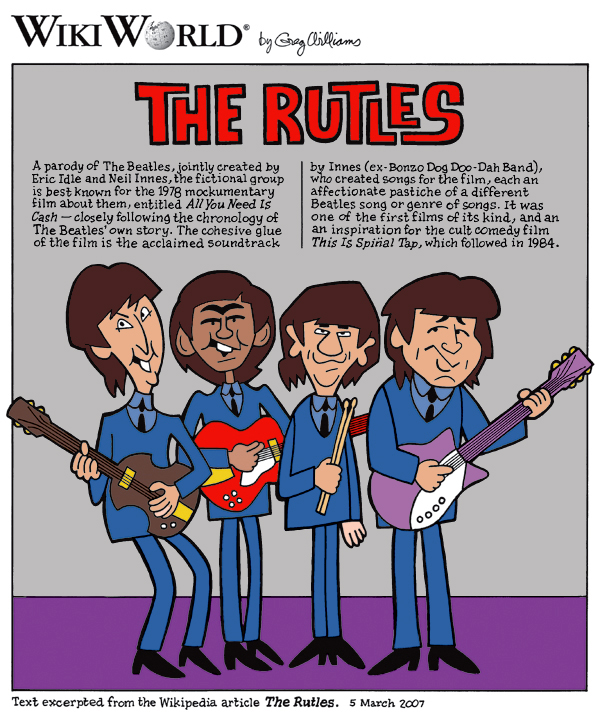

All You Need Is Cash (aussi appelé The Rutles) est un téléfilm britannique de 1978 racontant l'histoire du groupe The Rutles, parodiant l'histoire des Beatles. Écrit par Eric Idle, le téléfilm met en scène plusieurs célébrités dont George Harrison (producteur historique des Monty Python) , Dan Aykroyd, John Belushi, Paul Simon, Bill Murray et Mick Jagger. Une suite a été réalisée en 2002 : The Rutles 2: Can't Buy Me Lunch (en).

## Synopsis
All You Need Is Cash est une série de sketchs et de gags qui illustrent l'histoire fictive des Rutles, suivant de près la chronologie de la carrière des Beatles. Le film a été co-écrit par Eric Idle et Neil Innes. La musique et les événements des Rutles étaient parallèles à ceux des Beatles, parodiant de nombreux faits saillants de la carrière de ces derniers : le film d'animation Yellow Submarine (1968) devient par exemple Yellow Submarine Sandwich ; la chanson Get Back se change en Get Up and Go.

## Distribution
Les Rutles sont joués par Eric Idle, John Halsey, Ricky Fataar et Neil Innes. Le groupe apparaît à l'origine dans un sketch d'Idle de l'émission Rutland Weekend Television en 1975.
Le film comprend de nombreuses apparitions de comédiens anglais et américains, y compris des anciens des Monty Python (comme Michael Palin), du Saturday Night Live (Gilda Radner, John Belushi, Bill Murray, Dan Aykroyd, Al Franken et Tom Davis), et de Rutland Weekend Television. George Harrison fait une apparition en caméo en tant que journaliste de télévision menant une interview à l'extérieur du siège de Rutle Corps, inconscient du flux de personnes sortant du bâtiment portant des objets volés au bureau. Il s'agit d'une référence à la célèbre société Apple Corps et à son siège social, où même le revêtement du plafond a été pillé. L'interview se termine brusquement alors que le microphone lui est volé des mains.
Le film présente également des caméos de Bianca Jagger dans le rôle de Martini, l'épouse de Dirk McQuickly, Ronnie Wood en tant qu'ange des enfers, et Mick Jagger, Paul Simon et Roger McGough (en) dans leurs propres rôles.